# Paul Erdős

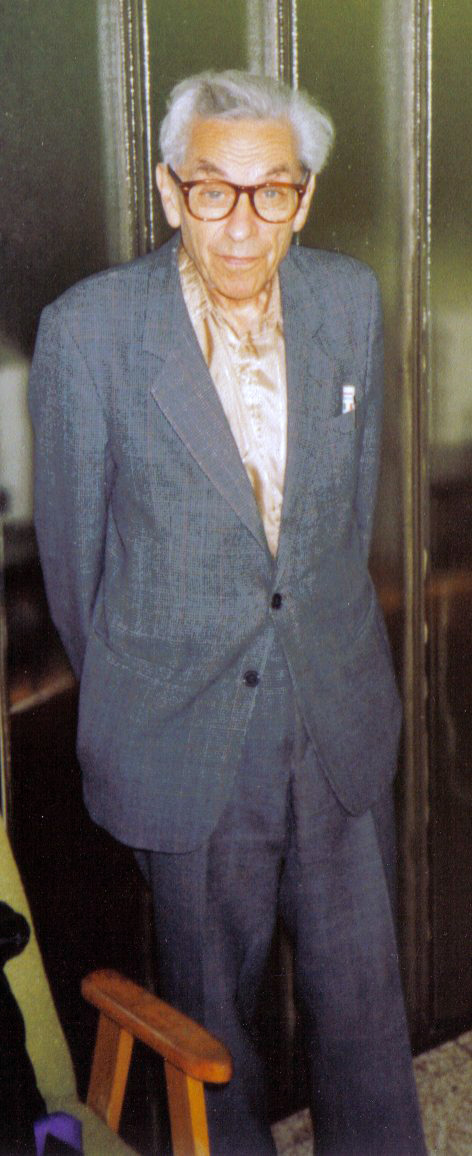
Paul Erdős

Paul Erdős (Boedapest, 26 maart 1913 – Warschau, 20 september 1996) was een wiskundige, die samen met honderden medeauteurs heeft gewerkt aan vraagstukken op het gebied van combinatoriek, grafentheorie, getaltheorie, analyse, numerieke wiskunde, verzamelingenleer en kansrekening. In totaal heeft hij grofweg 1.500 wetenschappelijke artikelen geschreven.

## Biografie
Erdős' Hongaarse naam luidt: Erdős Pál (Erdős spreek je uit als 'Erdeusj' met de klemtoon op de eerste lettergreep). Zijn ouders waren niet-praktiserende joden. De joodse gemeenschap in Boedapest van die tijd heeft ten minste vijf opmerkelijke wetenschappers voortgebracht naast Erdős: de natuurkundige Eugene Wigner, de natuurkundige en politicus Edward Teller, de scheikundige, natuurkundige en politicus Leó Szilárd, de wiskundige John von Neumann en de filosoof Georg Lukács.
Erdős gaf al jong blijk van zijn talent als wonderkind en werd door zijn leeftijdsgenoten al gauw beschouwd als wiskundig genie. Hij studeerde af aan het Sint-Stefansgymnasium.
Hoewel hij beroemd was en vele prijzen ontving, heeft hij het grootste deel van zijn leven doorgebracht als "dakloze", aangezien hij voortdurend onderweg was van de ene naar de andere wetenschappelijke conferentie en logeerde bij zijn collega's over de hele wereld. Typerend voor hem was om aan te bellen bij een collega en te zeggen: "Mijn brein staat open", om vervolgens een paar dagen te blijven logeren, samen enkele artikelen te produceren en weer te vertrekken. Hij hechtte weinig waarde aan materiële zaken en gaf het grootste deel van het geld dat hij ontving bij prijzen aan anderen en aan goede doelen.
Een van zijn gevleugelde uitspraken was: "Een wiskundige is een machientje dat koffie omzet in stellingen" (sommige bronnen wijzen dit citaat echter toe aan Rényi). Na 1971 begon hij amfetamine te slikken, ondanks de bezorgdheid van zijn vrienden, die met hem om 500 dollar wedden dat hij geen maand met de amfetamine zou kunnen stoppen. Hij won de weddenschap, maar beklaagde zich erover dat de wiskunde een vertraging van een maand had opgelopen: "Als ik vroeger naar een leeg vel papier keek, zaten mijn hersenen vol ideeën, tegenwoordig zie ik alleen maar een leeg vel papier". Zodra hij de weddenschap had gewonnen, hervatte hij zijn oude gewoonte weer.
Hij had een eigenaardig taalgebruik: "het Boek" was een denkbeeldig boek waarin God de beste en meest elegante bewijzen voor wiskundige stellingen had opgeschreven (hij was niet gelovig en noemde God de "Opperste Fascist"). Kinderen noemde hij "epsilons", vrouwen waren "bazen" en mannen "slaven". Mensen die geen wiskundig onderzoek meer deden, waren "dood", overledenen waren "weg", college geven noemde hij "preken". Zijn grafschrift moest volgens hem luiden: "Eindelijk word ik niet meer dommer".
Hij was lid van de Hongaarse (1956), Amerikaanse (1979), Indische (1988), Engelse (1989) en andere academies der wetenschap. Voor zijn werk riepen verscheidene buitenlandse academies hem tot erelid uit. Hij kreeg eredoctoraten van 15 universiteiten. In 1983/84 deelde hij de Wolfprijs voor wiskunde met Shiing-Shen Chern. In Hongarije kreeg hij de Kossuth-prijs en de Staatsprijs.

## Erdős' wiskunde
Erdős' hoge productiviteit blijkt uit het feit dat hij ongeveer 1500 wetenschappelijke artikelen heeft geproduceerd, de meeste in samenwerking met anderen. Hij heeft samengewerkt met zo'n 500 collega's. Hij beschouwde wiskundig onderzoek als een sociale bezigheid en heeft zo de manier van wiskunde beoefenen blijvend veranderd.
Hij hield zich in de eerste plaats bezig met getaltheorie, combinatoriek, verzamelingenleer, analyse en kansrekening, maar droeg bij aan bijna alle deelgebieden van de wiskunde.
Hij startte het onderzoek naar verschijnselen die gebundeld zijn in de Ramsey-theorie en verrichtte baanbrekend werk inzake de toepassing van stochastische methoden.
Vanwege zijn enorme productiviteit hebben zijn vrienden als grapje het Erdősgetal geïntroduceerd: Erdős heeft het Erdősgetal 0 (omdat hij nu eenmaal zichzelf is); zijn directe co-auteurs kregen Erdősgetal 1; de mensen die gepubliceerd hebben met deze co-auteurs kregen Erdősgetal 2; enz. Zie verder het artikel Erdősgetal.
Erdős heeft veel samengewerkt met
Yousef Alavi,
Béla Bollobás,
Stefan Burr,
Fan Chung,
Ralph Faudree,
Ron Graham,
András Gyárfás,
András Hajnal,
Eric Milner,
János Pach,
Carl Pomerance,
Richard Rado (een van de co-auteurs van de beroemde Stelling van Erdős-Ko-Rado),
Alfréd Rényi,
Vojtech Rődl,
C.C. Rousseau,
Andras Sárközy,
Dick Schelp,
Miklós Simonovits,
Vera Sós,
Joel Spencer,
Endre Szemerédi,
Paul Turán en
Peter Winkler.

## Boeken
- Paul Hoffman, De man die van getallen hield, Bert Bakker, 1999, ISBN 90-351-2047-7
- Bruce Schechter, My brain is open, Touchstone, 2000, ISBN 0-684-85980-7 (biography)